# Austin Westminster
La Austin Westminster è un'autovettura prodotta dall'Austin (divisione della British Motor Corporation) dal 1954 al 1968 in 101.634 esemplari totali.
I modelli furono commercializzati in due versioni, berlina e familiare, entrambe a quattro porte. La prima serie, l'A90, sostituì la A70 Hereford nel 1954. Le altre generazioni di Westminster furono l'A95, l'A99, l'A105 e l'A110. Quest'ultima fu sostituita dall'Austin 3-Litre nel 1968. Vennero anche prodotte delle versioni disegnate da Pininfarina con i marchi Wolseley e Vanden Plas attraverso una strategia di commercializzazione conosciuta come badge-engineering.
Il nome Westminster fu precedentemente usato dall'Austin negli anni trenta per alcune versioni dei suoi modelli ed è stato scelto dalla British Motor Corporation come omaggio all'omonimo palazzo del parlamento britannico situato nell'omonimo quartiere (City of Westminster) al centro di Londra (capitale dell'Inghilterra, dove il primo modello dell'auto fu esposto nel 1954 al Motor Show locale), visto che l'azienda dava alle proprie vetture i nomi delle città britanniche (per esempio la Austin Cambridge e la Morris Oxford).

## L'A90
L'Austin A90 Six Westminster è stata introdotta al salone dell'automobile di Londra del 1954 insieme alla piccola Austin A40 Cambridge. Il modello aveva installato un nuovo motore a sei cilindri in linea appartenente alla C-Series della BMC, con carburatore di marca Zenith e cilindrata di 2.639 cm³. Questo propulsore erogava 85 CV di potenza. Le sospensioni erano indipendenti; quelle anteriori erano formate da molle elicoidali e bracci trasversali, mentre quelle posteriori da balestre, da un assale rigido e da una barra antirollio. Il cambio era manuale a quattro rapporti e possedeva le tre marce più alte sincronizzate. Dal 1955 venne offerto l'overdrive come optional.
Il modello venne prodotto in un unico tipo di carrozzeria, berlina quattro porte. Il motore era anteriore, mentre la trazione era posteriore. L'A90 Six Westminster venne fabbricata nello stabilimento di Longbridge, in Inghilterra, e a Sydney, in Australia.
Gli interni erano di pelle sulla versione DeLuxe, e di PVC su quella standard. La vettura era equipaggiata da dei sedili anteriori a panchetta frazionabile, che era regolabile per permettere di accogliere tre passeggeri. Se i viaggiatori erano solo due, ed erano trasportati su una vettura con allestimento DeLuxe, era possibile abbassare il bracciolo ribaltabile, che era posizionato su un lato di ogni posto, anche se posteriore. Il freno di stazionamento era installato sotto il cruscotto, più precisamente sul lato destro del piantone dello sterzo, dove era anche montata la leva del cambio. Erano anche disponibili degli esemplari che avevano installato la leva del cambio sul pavimento. L'impianto di riscaldamento era offerto di serie sulla versione DeLuxe, mentre era disponibile come optional sulla versione standard.
Il periodico The Motor provò un esemplare di Austin Westminster DeLuxe berlina nel 1955. Vennero registrate una velocità massima di 137,9 km/h e un'accelerazione da 0 a 97 km/h di 18,8 secondi. Il consumo di carburante fu di 14 L/100 km. Il modello utilizzato nel test costava 834 sterline incluse le tasse.

La denominazione A90 fu in precedenza utilizzata dall'Austin per l'Atlantic, che venne prodotta dal 1949 al 1952.

## L'A95 e l'A105
Nel maggio del 1956 fu annunciata l'erede della A90 Six Westminster, la cui prima serie rimase in produzione per breve tempo. Il nuovo modello, che fu chiamato A105, era mosso da un motore a sei cilindri in linea da 2,6 L di cilindrata, che faceva parte della C-Series della BMC, qui nella sua versione a doppio carburatore SU e con potenza di 102 CV. Il cambio con overdrive era di serie. Di questa prima serie vennero prodotti pochi esemplari, e ora, quelli superstiti, sono estremamente rari.
Nell'ottobre del 1956 la carrozzeria dell'A105 fu allungata, e l'overdrive diventò di serie. Il passo passò da 2.642 mm a 2.692 mm, mentre la lunghezza da 4.318 mm a 4.597 mm. La larghezza e l'altezza rimasero invariate, rispettivamente, a 1.626 mm e 1.549 mm. Il cambio automatico fu offerto come optional. Erano di serie anche i doppi fendinebbia, l'impianto di riscaldamento e i cerchi specifici, ma la radio rimase un optional. Per quanto riguarda l'estetica, furono introdotti la verniciatura bicolore e gli pneumatici con il fianco bianco.

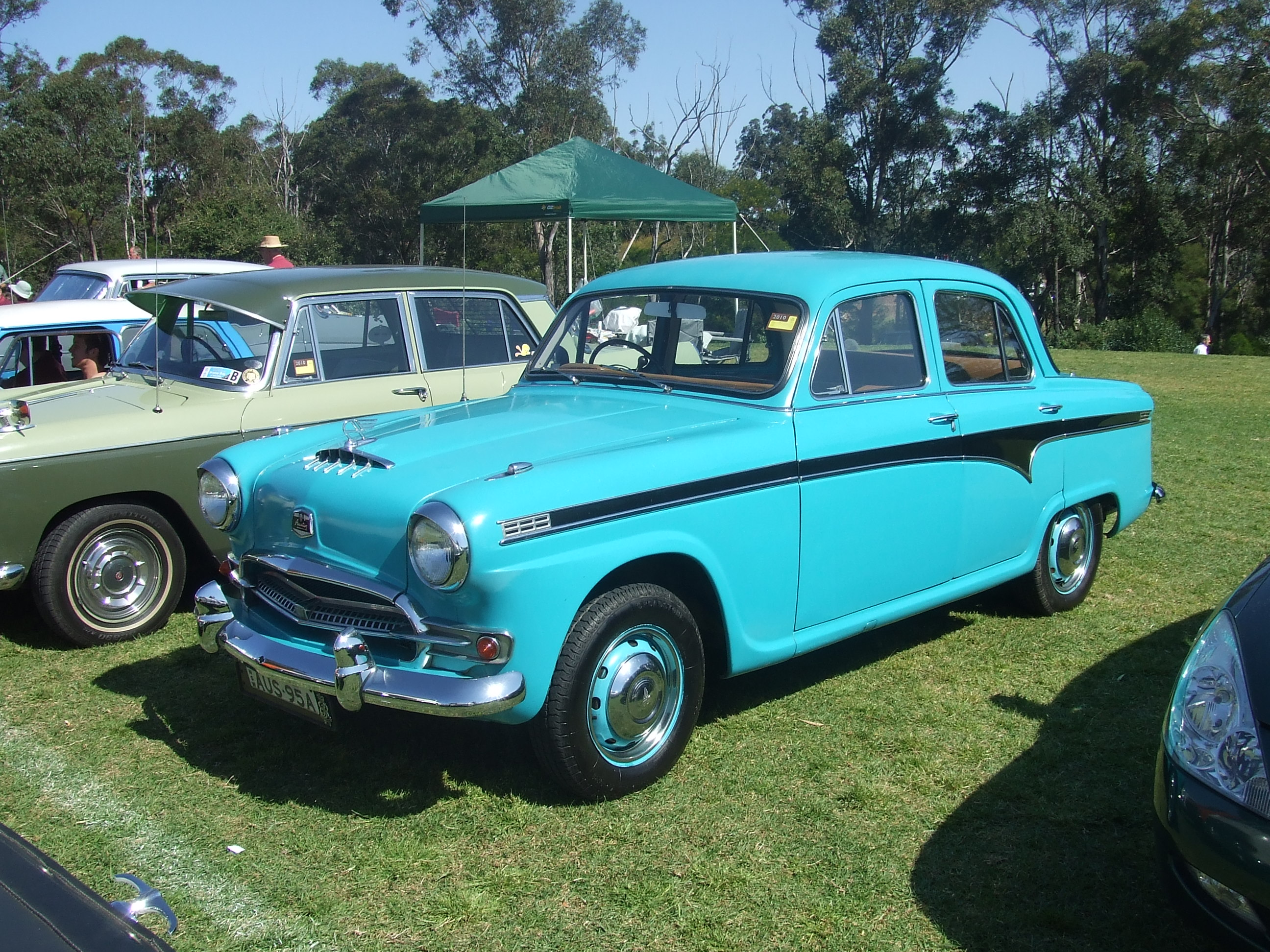
Austin A95 Westminster

Nell'autunno del 1956 fu lanciata sul mercato la versione aggiornata della A90, che fu chiamata A95. Oltre alla maggior potenza del motore a sei cilindri in linea (92 CV contro gli 85 CV di quello dell'A90) che manteneva, però, la stessa cilindrata di 2,6 L, era presente un'altra differenza rispetto all'A90: il modello era infatti offerto anche con carrozzeria familiare. Erano disponibili l'overdrive e il cambio automatico, e ciò era una novità per le auto britanniche dell'epoca.
Sia l'A95 che l'A105 vennero prodotte fino al 1959. Quando i due modelli entrarono in produzione, il nome “Westminster” venne eliminato dal nome delle vetture, e i due modelli furono commercializzati solamente con la sigla alfanumerica. Stranamente, i manuali d'istruzione delle berline riportavano ancora la dicitura “Westminster”. La versione familiare fu invece soprannominata “Countryman”. Nonostante questo, molti appassionati si riferiscono ai modelli anche con il nome “Westminster”.
Una versione oggetto di badge engineering dell'A95 che era dotata di una diversa calandra, di un differente allestimento e da nuovi sedili anteriori a panchina, venne venduta in Australia dal 1957 al 1960 come Morris Marshal.
Un'A105 fu provata dalla rivista specializzata The Motor nel 1956. Durante il test vennero registrate una velocità massima di 155 km/h e un'accelerazione da 0 a 97 km/h di 15,4 secondi. Il consumo di carburante fu di 12,8 L/100 km. Il modello utilizzato nel test costava 1.109 sterline incluse le tasse.

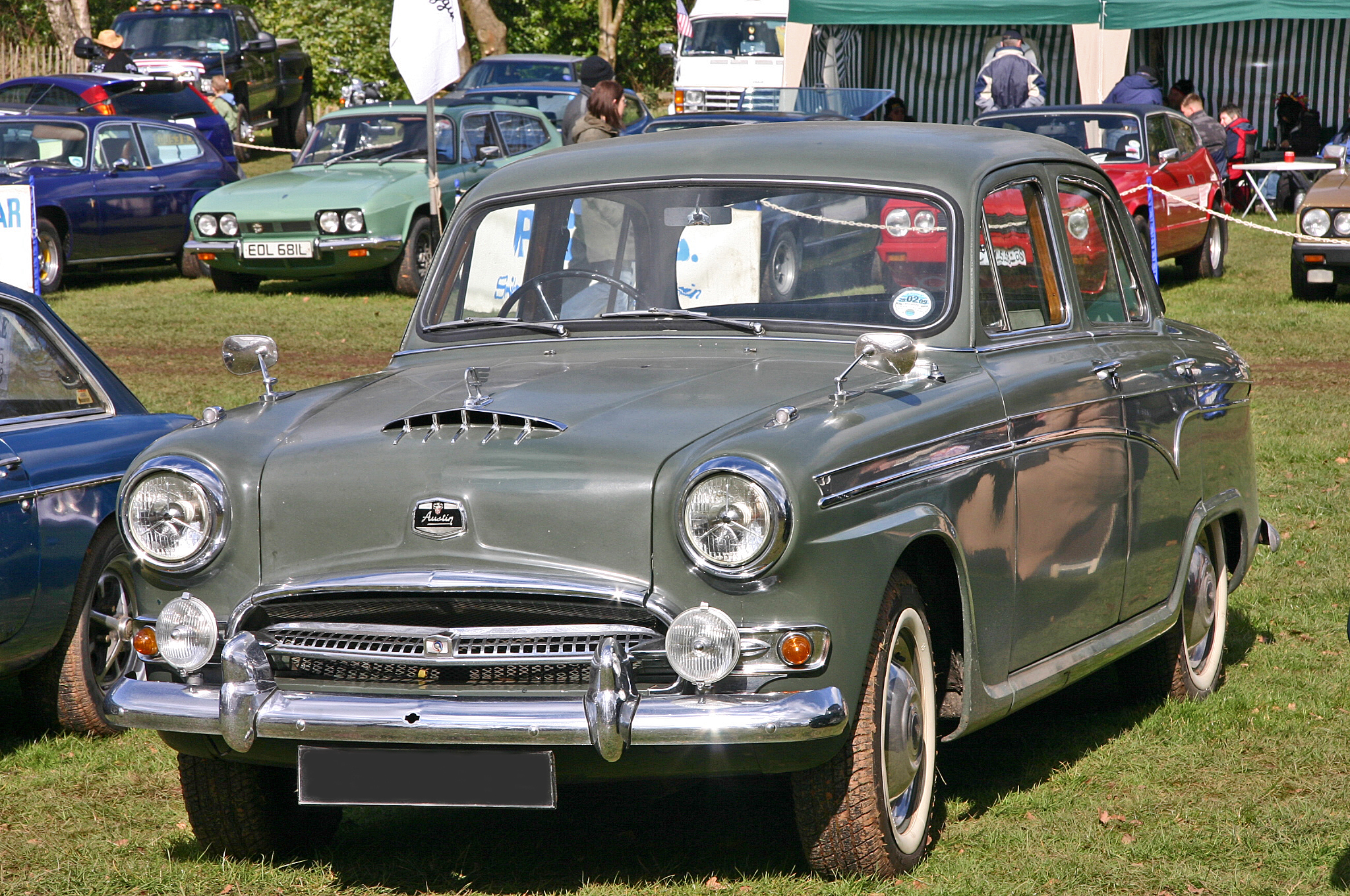
Austin A105 Vanden-Plas

I due modelli vennero fabbricati nello stabilimento di Longbridge, in Inghilterra, e a Sydney, in Australia. L'A95 venne prodotta solamente in versione berlina quattro porte, mentre l'A105 fu commercializzata anche con carrozzeria familiare quattro porte. Per entrambi i modelli il motore era anteriore, mentre la trazione era posteriore. I propulsori di ambedue i modelli appartenevano alla C-Series della BMC.
Dell'A95 vennero prodotti 28.065 esemplari, mentre dell'A105 uscirono dalle catene di montaggio 6.770 vetture.

## L'Austin A105 Vanden-Plas
L'A105 è stata la prima autovettura Austin di massa a essere stata oggetto del lavoro del carrozziere Vanden Plas, e seguì il successo dell'Austin Princess A135 limousine. Il ricorso Vanden Plas fu un'idea che ebbe Leonard Lord nel 1957. I cambiamenti comprendevano nuovi interni e una striscia grigia applicata sulla fiancata che era accompagnata da una corona.

## L'A99
L'A99 Westminster venne lanciata sul mercato nel 1959. Aveva un corpo vettura che era frutto del lavoro di Pininfarina, il quale disegnò anche la linea della A40 e della A60 Cambridge, commercializzate un anno prima. Il motore, che faceva parte della categoria C-Series della BMC, derivava da quello installato sull'Austin-Healey 3000; questo propulsore era a sei cilindri in linea, possedeva una cilindrata di 2.912 cm³ ed erogava, nella versione per la Westminster, 103 CV di potenza. Era di serie un cambio manuale a tre rapporti sincronizzati con overdrive della Borg-Warner. Fu anche disponibile come optional un cambio automatico sempre della Borg-Warner. Una delle novità fu l'installazione sulle ruote anteriori di freni a disco da 273 mm servoassistiti.
Un'A99 berlina con cambio automatico venne provata dalla rivista britannica The Motor nel 1960. Durante il test fu registrata una velocità massima di 157,9 km/h e un'accelerazione da 0 a 97 km/h di 17,9 secondi. Il consumo di carburante fu di 12,3 L/100 km. Il modello utilizzato nel test costava 1.219 sterline.
Il modello fu costruito nello stabilimento di Longbridge, in Inghilterra, e a Sydney, in Australia. Fu prodotto in una sola versione, berlina quattro porte. Il motore era anteriore, mentre la trazione era posteriore.
Una versione speciale dell'A99 venne venduta come Princess 3-Litre (si noti che manca il nome “Austin” anteposto alla denominazione della vettura: il nome della casa automobilistica venne infatti tolto nell'agosto del 1957 con la Princess IV), e successivamente sotto il marchio Vanden Plas come Vanden Plas Princess. Venne anche prodotta una versione della Wolseley, la 6/99. La produzione cessò nel 1961 con il lancio della A110.
In totale, di A99 Westminster, vennero prodotti 15.162 esemplari

## L'A110
La maggiore rivisitazione della Westminster fu quella che portò al lancio dell'A110 Westminster nel 1961. Questa versione aveva un passo più lungo di 51 mm, che permetteva di avere più spazio per i passeggeri posteriori e una maggiore tenuta di strada. La leva del cambio era montata sul pavimento e il motore, appartenente alla C-Series della BMC, era a sei cilindri in linea e possedeva una cilindrata di 2,9 L. Nel 1964 vennero previste delle ruote con un diametro differente. La Wolseley produsse una versione 6/110 che si basava su questo modello, e la Vanden Plas fece altrettanto con la Vanden Plas Princess Mark II. Quest'ultima possedeva un motore appartenente alla categoria C-Series che erogava una potenza di 120 CV. Lo stesso corpo vettura venne usato per la Vanden Plas Princess 4 Litre R, che era motorizzata Rolls Royce, e fu la base di un prototipo costruito dalla Bentley.
L'A110 fu costruita nello stabilimento di Longbridge, in Inghilterra, e venne commercializzata con un solo tipo di carrozzeria, berlina quattro porte. Il motore era anteriore, mentre la trazione era posteriore. I cambi disponibili erano due, manuale a quattro rapporti con le tre marce più alte sincronizzate, e automatico Borg-Warner a tre rapporti.
L'ultimo modello della famiglia Westminster fu definitivamente sostituito dall'Austin 3-Litre nel 1968.